# Communauté de communes entre Doubs et Loue
Die Communauté de communes entre Doubs et Loue ist ein französischer Gemeindeverband mit der Rechtsform einer Communauté de communes im Département Doubs in der Region Bourgogne-Franche-Comté. Sie wurde am 24. Dezember 1992 gegründet und umfasste 16 Gemeinden. Der Verwaltungssitz befindet sich in der Gemeinde Pays-de-Montbenoît.

## Historische Entwicklung
Der Gemeindeverband wurde ursprünglich unter der Bezeichnung Communauté de communes du Canton de Montbenoît gegründet und 2016 auf die aktuelle Bezeichnung umbenannt, da der namengebende Kanton aufgelöst wurde.
Mit dem Dekret des Präfekten vom 27. September 2024 änderte der Gemeindeverband seinen bisherigen Namen Communauté de communes de Montbenoît zum aktuellen Namen um.
Zum 1. Januar 2025 bildeten die ehemaligen Gemeinden Hauterive-la-Fresse, La Longeville, Montbenoît, Montflovin und Ville-du-Pont die Commune nouvelle Pays-de-Montbenoît. Dadurch verringerte sich die Anzahl der Mitgliedsgemeinden auf 12.

## Mitgliedsgemeinden
| Gemeinde                                   | Einwohner 1. Januar 2022 | Fläche km² | Dichte Einw./km² | Code INSEE | Postleitzahl |
| ------------------------------------------ | ------------------------ | ---------- | ---------------- | ---------- | ------------ |
| Arc-sous-Cicon                             | 751                      | 28,49      | 26               | 25025      | 25520        |
| Arçon                                      | 955                      | 21,34      | 45               | 25024      | 25300        |
| Aubonne                                    | 260                      | 15,17      | 17               | 25029      | 25520        |
| Bugny                                      | 248                      | 4,77       | 52               | 25099      | 25520        |
| Gilley                                     | 1.805                    | 17,27      | 105              | 25271      | 25650        |
| La Chaux                                   | 611                      | 16,94      | 36               | 25139      | 25650        |
| Les Alliés                                 | 171                      | 5,28       | 32               | 25012      | 25300        |
| Maisons-du-Bois-Lièvremont                 | 846                      | 15,79      | 54               | 25357      | 25650        |
| Ouhans                                     | 393                      | 15,85      | 25               | 25440      | 25520        |
| Pays-de-Montbenoît                         | 1.914                    | 46,52      | 41               | 25390      | 25650        |
| Renédale                                   | 43                       | 2,88       | 15               | 25487      | 25520        |
| Saint-Gorgon-Main                          | 258                      | 7,93       | 33               | 25517      | 25520        |
| Communauté de communes entre Doubs et Loue | 8.255                    | 198,23     | 42               | –          | –            |